# 洛帕斯基内
48°40′25″N 39°1′38″E / 48.67361°N 39.02722°E
洛帕斯基内（羅馬化：Lopaskyne）是位於烏克蘭東部的村莊，由盧甘斯克州夏斯佳區的夏斯佳市鎮負責管轄。該村始建於1960年，面積0.7平方公里，海拔高度42米，2001年人口138，人口密度每平方公里198.6人。